# Rurudo
rurudo（9月21日—）是一位日本的插畫家、虛擬YouTuber。

## 經歷
在遊戲公司工作後，他成為一名自由插畫家。2019年9月5日，所設計的角色被製作成立體模型。2021年7月，在表參道的「pixiv WAEN GALLERY」舉辦了首次個展「PLAYROOM」。同年10月12日至11月2日，在橫濱Loft舉行展覽，並於11月6日至11月23日在梅田羅夫特舉辦了同名的個展。

## 人物
喜歡的食物是搭配酒的小吃，不喜歡的食物是除了奶油泡芙之外的任何甜食。
曾經和虛擬YouTuber寶鐘瑪琳一起進行繪畫直播。
之前曾經說過「我不會成為虛擬YouTuber」，但由於「失去了繪畫的動力且感到無聊」的原因，於2022年4月23日開始自製Live2D模型，正式開始作為虛擬YouTuber進行活動。

## 作品
- 常闇永遠－角色設計[5]
- 就只為表達宮本櫻有多可愛而存在的小說。－插圖[5]
- 就只為表達宮本櫻有多可愛而存在的小說的漫畫。－第1卷卷末插圖[10]

## 書籍
- . 一迅社. 2021-08-03. ISBN 978-4758017244.[5]

## 來源
1. ↑  rurudo [@rurudo_].  (推文). 2020-09-21  [2024-01-23] –Twitter.
2. ↑  . エムディエヌコーポレーション. 2021-08-03  [2024-01-23]. （原始内容存档于2021-08-03） （日语）.
3. ↑  . アニメイトタイムズ. 2019-08-31  [2024-01-23]. （原始内容存档于2024-01-23） （日语）.
4. ↑  . 電撃ホビーマガジン. 2019-08-09  [2024-01-23]. （原始内容存档于2024-03-13） （日语）.
5. 1 2 3 4 5  . KAI-YOU. 2021-07-16  [2024-01-23]. （原始内容存档于2024-01-23） （日语）.
6. ↑  @granup_pr.  (推文). 2021-10-12  [2024-01-23] –Twitter.
7. ↑  . 體育日本. 2021-11-22  [2024-01-23]. （原始内容存档于2024-01-23） （日语）.
8. ↑  . リアルサウンド. 2021-08-14  [2024-01-23]. （原始内容存档于2023-04-05） （日语）.
9. ↑  . YouTube. 2022-04-23  [2024-01-23]. （原始内容存档于2024-01-23） （日语）.
10. ↑  . ナタリー. 2020-07-17  [2024-01-23]. （原始内容存档于2024-01-23） （日语）.

## 外部連結
- rurudo的X（前Twitter）
- rurudo的pixiv
- YouTube上的るるどらいおん頻道